# Григор Мерджанов
Ґригор Мержанов (варіанти прізвища: Мержанянц, Мерджанянц, Мерджанов, Мерджанян…, вірм. Գրիգոր Հովհաննեսի, 1880 —  ?, після 1972) — вірменський політичний діяч, член партії Дашнакцутюн, брав участь у терористичних актах як хімік. Брав участь у операції "Немезіс". Пізніше відійшов від політичних справ.

## Біографія
Про ранні та останні роки відомо мало. Прізвище "Мержанянц" означає "Євангеліє від Іоана", рід, швидше за все походить з Арцаху (Карабаху) та Нахічевані.
Член партії "Дашнакцутюн". Жив у Женеві, і залучався вірменськими терористами як хімік — спеціалізувався у галузі виготовлення вибухових речовин.
У 1905 р. перебував на Кавказі, взяв участь в вірмено-татарських зіткненнях, потім перебрався до Туреччини.
Під час депортації та геноциду вірмен був заарештований турецькою владою, але втік із в'язниці. У 1916-1918 жив у Болгарії і служив у болгарській армії.
Один із організаторів операції «Немезіс». У грудні 1921 року взяв участь у терористичному акті проти |Сеїд Халім-паші, одного з головних винуватців геноциду вірмен 1915 року.
У 1922 р. вийшов з партії Дашнакцутюн, звинувативши її керівництво в безпринципності, відході від основної програми партії. 
Припинивши політичну діяльність, влаштувався у Парижі.

## Твори
Ґригор Мержанов є автором спогадів — «Мій заповіт», 1972.